# (9363) 1992 GR
A (9363) 1992 GR a Naprendszer kisbolygóövében található aszteroida. Ueda Szeidzsi és Kaneda Hirosi fedezte fel 1992. április 3-án.